# Cárdenas (Chihuahua)
Cárdenas es una localidad del estado mexicano de Chihuahua, forma parte del municipio de Meoqui del que es su segunda concentración poblacional y cabecera de la misma Delegación Municipal o Presidencia Seccional.

## Localización y demografía
Cárdenas se encuentra localizado en el centro del estado de Chihuahua y en medio de un importante valle que gracias a la irrigación proveniente de la Presa Las Vírgenes, se ha convertido en uno de los principales centros de producción agrícola del estado de Chihuahua, es considerada como la población más importante de un gran número de localidades más pequeñas formadas principalmente por ejidos que rodean el valle circundante que es también cruzado por varios canales de riego.
Sus coordenadas geográficas son 28°23′23″N 105°37′25″O / 28.38972, -105.62361 y a una altitud de 1,200 metros. Se encuentra a unos 20 kilómetros al noroeste de la ciudad de Meoqui, la cabecera municipal y a 58 kilómetros al sureste de la ciudad de Chihuahua, la capital del estado, con ambas se comunica mediante la Carretera Federal 45 que está constituida por una autopista de cuatro carriles de circulación; es además el centro de varias carreteras secundarias y caminos de terracería que comunican con las poblaciones rurales del valle.
De acuerdo a los resultados del Conteo de Población y Vivienda realizado en 2020 por el Instituto Nacional de Estadística y Geografía, Cárdenas tiene una población total de 9,839 habitantes, lo que la convierte en la segunda población del municipio de Meoqui.

## Historia
La Colonia Lázaro Cárdenas fue fundada el 3 de diciembre del año 1934 por decreto del Gral. Lázaro Cárdenas y ante la petición de un nutrido grupo de Veteranos de la Revolución comandados por el coronel Eduardo Juárez Armendariz quienes escucharon del reparto agrario realizado en otras partes del país por el presidente L. Cárdenas del Río el cual accedió como parte al mérito revolucionario obtenido por los veteranos en el estado de Chihuahua. El reparto de tierras es producto de la división de la Hacienda de Bachimba localizada a pocos kilómetros de la nueva colonia fundada. La premisa principal fue que los 362 veteranos y sus familias recibieran un lote agrícola y un lote en la nueva colonia que aún no recibía el nombre de Lázaro Cárdenas, sumando un aproximado de 5000 hectáreas repartidas.
Al establecerse un número considerado de familias, la iglesia fue elevada a parroquia por el arzobispo de Chihuahua Mons. Antonio Guízar y Valencia bajo la advocación de la Inmaculada Concepción de María.
Los festejos tradicionales se realizan el 20 de noviembre aniversario de la revolución y el 8de diciembre, fiesta patronal de la Inmaculada.
Ligado a su tradición revolucionaria, Cárdenas ofrece el platillo típico chihuahuense conocido como guisado de abigeo.

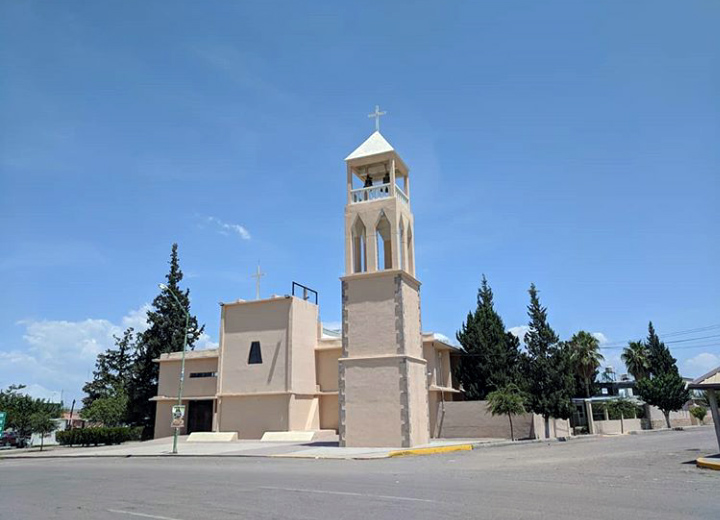
Parroquia de La Inmaculada Concepción de María

La ubicación original de la Colonia se había propuesto en terrenos aledaños a lo que hoy es Cd. Delicias pero estas tierras fueron ocupadas previamente obligando a cambiar la localización muy cerca de lo que ahora se le conoce como "La Escuadra", sin embargo hubo un tercer cambio que es al que corresponde su ubicación actual cerca de la carretera 45.

## Urbanismo y Planeacion de la Colonia
Originalmente los Veteranos de la Revolución presentaron un plano urbanístico de una ciudad jardín, característico de las nuevas poblaciones o ciudades americanas que mantenían un orden en la densidad habitacional, servicios, comercial y primordialmente ecológico. Este plan era muy parecido al plano de ciudad jardín que se realizó para Cd. Delicias.
En la actualidad dicho plano no fue respetado en su totalidad y fue sufriendo cambios con el paso de las administraciones municipales.
Para proyectar la Delegación Lázaro Cárdenas se tiene un proyecto de rescate de los elementos emblemáticos del plano original de la ciudad jardín y así lograr un justo equilibrio en el crecimiento urbanístico de la colonia.

## Aniversario y Centenario
En 2019 la Delegación Lázaro Cárdenas cumplirá 85 años de fundada y con la cual se empezarán los preparativos de los festejos para el magno centenario de la fundación.